# Charis cadytis
Charis cadytis é uma borboleta neotropical da família Riodinidae, encontrada no sudeste e sul do Brasil e no Paraguai. Possui asas de um negro aveludado, caracterizadas pela presença de áreas em laranja nos cantos superiores das asas anteriores que apresentam um número de 3 a 4 (geralmente 4) reentrâncias em sua borda externa. Duas linhas metálicas, paralelas, decoram todo o contorno das asas anteriores e posteriores da espécie e uma terceira linha clara margeia suas asas.

## Hábitos
Habitam locais ensolarados, geralmente em margens de trilhas com floresta primária; onde machos são vistos com maior frequência que fêmeas, em comportamentos de interação social em maior ou menor grau. Segundo estudo realizado na região da Serra do Japi (Brasil), estes encontros de interação social parecem ter finalidade sexual e incluem voos de embate, perseguições em voo e confrontos entre indivíduos pousados em uma mesma folha.